# Homozłącze
Homozłącze – złącze p-n, które powstaje w strukturze jednego monokryształu półprzewodnika rozgraniczając obszar typu  p, domieszkowany akceptorami, od obszaru typu n, domieszkowanego donorami.